# Stillahavskummel
Stillahavskummel (Merluccius productus), en havslevande rovfisk av familjen kummelfiskar som finns i norra Stilla havet.

## Utseende
En avlång fisk med kort huvud och två ryggfenor, den främsta med en taggstråle och 9 till 12 mjukstrålar, den bakre, liksom analfenan, med endast mjukstrålar (39 till 44). Bröstfenorna är långa, och stjärtfenan alltid ingröpt. Ryggen har en silveraktig färg som övergår till vitaktig mot buken. Längden kan uppgå till över 91 cm, och vikten till 1,19 kg, men den är oftast mindre.

## Vanor
Arten är en pelagisk havsfisk som kan gå upp i brackvatten. Den lever i stim både i kustnära vatten och längre ut till havs, men företrädesvis över kontinentalhyllan. Arten företar årstidsvandringar; norrut under swommar till höst, söderut under vintern. Som mest kan den återfinnas på ett djup av 1 200 – 1 400 m, men går sällan djupare än omkring 230 m. Födan består av ett stort antal fiskar och ryggradslösa djur, som fångas nattetid. Själv utgör den byte för sjölejon, mindre valar och hundhajar. Högsta konstaterade ålder är 16 år.

### Fortplantning
Stillahavskummeln blir könsmogen mellan 3 och 4 års ålder. Leken sker mellan januari och april eller juni ute på öppet vatten utanför södra Kalifornien och Baja California, där honan kan lägga mellan 80 000 och 500 000 ägg.

## Utbredning
Utbredningsområdet omfattar östra Stilla havet från norra Vancouver Island i Kanada till Californiaviken och troligtvis även till södra Mexiko

## Status
Stillahavskummeln är klassificerad som livskraftig ("LC") av IUCN, som inte anger några specifika hot för arten. I Kalifornien har edmellertid vissa skyddsåtgärder vidtagits, och IUCN rekommenderar fortsatt bevakning av arten.

## Kommersiell användning
Ett omfattande fiske äger rum, framför allt i USA. 1999 landades 217 000 ton, varav 216 889 ton i USA och 111 ton i Mexiko. Den kommer framför allt till användning som industrifisk (fiskmjöl), men den saluförs även som människoföda, färsk och i form av djupfrrysta filéer.